# Samuel Frederick Gray

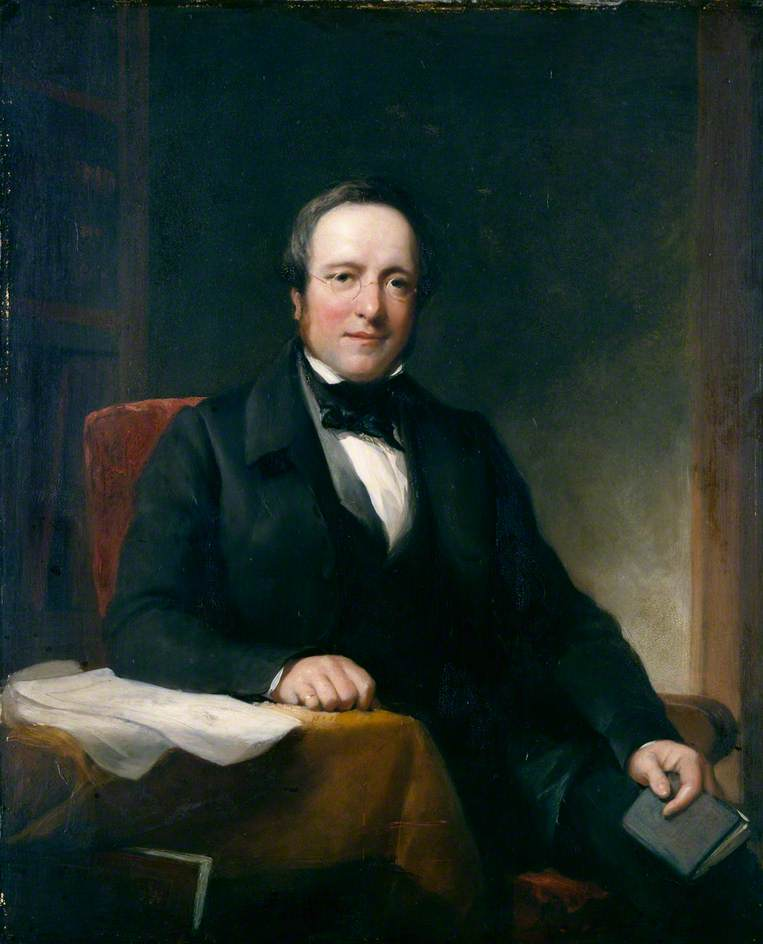
Samuel Frederick Gray, etwa 1800

Samuel Frederick Gray (* 10. Dezember 1766 in London; † 2. April 1828 in Chelsea) war ein britischer Pharmakologe und Botaniker. Sein offizielles botanisches Autorenkürzel lautet „Gray“.

## Leben und Wirken
Gray ist das einzige überlebende Kind des Londoner Samenhändlers Samuel Gray (1739–1771) und dessen Frau Frances Wade (1738–1801). Sein Vater übersetzte für James Lees (1715–1795) An introduction to botany (1760) Teile von Linnés Philosophia Botanica.
1794 heiratete er Elizabeth Forfeit (1777–1852). Aus ihrer Ehe gingen die Söhne Samuel Forfeit Gray (1798–1872), John Edward Gray und George Robert Gray sowie die Tochter Charlotte Frances Gray (1811–1885) hervor. Gray war von 1797 bis 1800 als Pharmakologe in Walsall tätig. Später zog er nach London, um dort Botanik zu lehren.

## Schriften (Auswahl)
- A supplement to the pharmacopoeias. Underwoods, Longman & Rees, London 1818.
  - 2. Auflage, Underwood, London 1821 (Digitalisat).
  - 3. Auflage, Underwood, London 1824 (Digitalisat).
  - 5. Auflage, Underwood, London 1831 (Digitalisat).
  - 6. Auflage, Longman, Rees, Orme, Brown, Green, and Longman, London 1836 (Digitalisat).
- A natural arrangement of British plants, according to their relations to each other as pointed out by Jussieu, De Candolle, Brown, &c. 2 Bände, Baldwin, Cradock & Joy, London 1821 (Digitalisat).
- The elements of pharmacy and of the chemical history of the materia medica. London 1823 (Digitalisat).
- The operative chemist. Hurst & Chance, London 1828 (Digitalisat).
  - Traité pratique de chimie appliquée aux arts et manufactures, a l'hygiène et a l'économie domestique. Anselin, Paris 1828–1829 (Band 1, Band 2, Band 3).